# NXT UK 태그팀 챔피언십
NXT UK 태그팀 챔피언십(NXT UK Tag Team Champion)은 WWE의 챔피언십중 둘이며 태그팀 챔피언십이다. 

## 역대 타이틀 명칭
| 타이틀 명칭            | 연도                    |
| ---------------------- | ----------------------- |
| NXT UK 태그팀 챔피언십 | 2019년 ~ 2022년 9월 4일 |

## 기록들
- 초대 챔피언 : 잭 깁슨 & 제임스 드레이크
- 마지막 챔피언 : 조쉬 브릭스 & 브룩스 젠슨
- 최장수 챔피언 : 갤러스 (마크 코피 & 울프강) (497일)
- 최단기간 챔피언 : 애시턴 스미스 & 올리버 카터 (21일)
- 최다 챔피언 : 잭 깁슨 & 제임스 드레이크, 플래시 모건 웹스터 & 마크 앤드루스, 갤러스 (마크 코피 & 울프강), 프리티 데들리 (샘 스토커 & 루이스 하울리), 머스태쉬 마운틴 (타일러 베이트 & 트렌트 세븐), 애시턴 스미스 & 올리버 카터, 조쉬 브릭스 & 브룩스 젠슨 (1회)
- 개인 최다 챔피언 : 잭 깁슨, 제임스 드레이크, 플래시 모건 웹스터, 마크 앤드루스, 마크 코피, 울프강, 샘 스토커, 루이스 하울리, 타일러 베이트, 트렌트 세븐, 애시턴 스미스, 올리버 카터, 조쉬 브릭스, 브룩스 젠슨 (1회)
- 최중량급 챔피언 : 조쉬 브릭스 (122kg)
- 최경량급 챔피언 : 마크 앤드루스 (67kg)
- 최고령 챔피언 : 트렌트 세븐 (40세 110일)
- 최연소 챔피언 : 브룩스 젠슨 (20세 306일)

## 역대 챔피언
- 그리즐드 영 베테랑스 (잭 깁슨 & 제임스 드레이크) (초대 챔피언)
- 플래시 모건 웹스터 & 마크 앤드루스
- 갤러스 (마크 코피 & 울프강)
- 프리티 데들리 (샘 스토커 & 루이스 하울리)
- 머스태쉬 마운틴 (타일러 베이트 & 트렌트 세븐)
- 애시턴 스미스 & 올리버 카터
- 조쉬 브릭스 & 브룩스 젠슨 (마지막 챔피언)

## 같이 보기
- 트리플 크라운 챔피언십
- 그랜드 슬램 챔피언십
- WWE 월드 태그팀 챔피언십
- WWE 러 태그팀 챔피언십
- WWE 스맥다운 태그팀 챔피언십
- WWE NXT 태그팀 챔피언십
- WCW 월드 태그팀 챔피언십
- ECW 월드 태그팀 챔피언십